# Running on Empty (1982)
Running on empty is een Australische film van John Clark met Terry Serio, Deborah Conway en Max Cullen. 
In het desolate Australië zijn auto's en races een tijdverdrijf voor de jeugd. Twee racers nemen het tegen elkaar op voor de eer en een liefje.

## Cast
| Acteur                | Personage    |
| --------------------- | ------------ |
| Terry Serio           | Mike         |
| Deborah Conway        | Julie        |
| Max Cullen            | Rebel        |
| Richard Moir          | Fox          |
| Penne Hackforth-Jones | Dave         |
| Vangelis Mourikis     | Tony         |
| Grahame Bond          | Jagger       |
| Bob Barrett           | Workman      |
| Warren Blondell       | Lee          |
| Jon Darling           | Workman      |
| Chris Haywood         | Photographer |
| Jacki Simmons         | Nurse        |

## Auto's
- Ford Falcon GTHO Phase III
- Dodge Challenger
- 57 Chevy